# Альфаро, Рикардо Хоакин
Рикардо Хоакин Альфаро Ховане (исп. Ricardo Joaquín Alfaro Jované, 20 августа 1882, Панама, Колумбия — 23 февраля 1971, Панама, Панама) — панамский юрист, дипломат  и государственный деятель, и. о. президента Панамы (1931—1932).

## Биография
В 1904 г. окончил Университет Картахены в Картахене, работал по различным специальностям: железнодорожник, секретарь, санитар и переводчик, сотрудником театра и газеты. Помимо права и политологии, по которым он получил докторскую степень Национальной юридической школы Республики Панама в 1918 г., он изучал лингвистику и литературу, а позже он был также занимался литературным творчеством, являясь автором исторических произведений.
В 1905 г. поступил на дипломатическую службу. В 1908 г. был назначен генеральным консулом в Барселоне. В 1912 г. — юридическим советником посольства Панамы в Вашингтоне; отвечал за правовые вопросы во время панамо-коста-риканского спора вокруг строительства Панамского канала, также был также вовлечен в урегулирование многочисленных неуреглуированных ситуаций, вытекающих из строительства канала.
Работал профессором гражданского и международного права ряде университетов страны. Также был членом подкомитета, который разработал договоры и нормативно-правовые документы по арбитражу для Межамериканской конференции по примирению и арбитражу, состоявшейся в США в 1929 г.
После окончания Первой мировой войны являлся главой делегации Панамы в переговорах с Соединенными Штатами о статусе Панамского канала.
В 1922—1930 и в 1933—1936 гг. — посол Панамы в США.
В 1928 г. был избран вице-президентом, а с января 1931 по июнь 1932 гг. исполнял обязанности главы государства после определения Верховного суда страны.
В 1940 г. потерпел поражение на президентских выборах, однако продолжил политическую карьеру, участвуя в разработке проекта новой Конституции  страны в 1944 г.
По окончании Второй мировой войны был во главе делегации Панамы на учредительной конференции Организации Объединенных Наций (ООН) в Сан-Франциско (1945). Был одним из самых активных делегатов, предложив испанскую версию Устава Организации Объединенных Наций, также разработал проект «Декларации прав и обязанностей государств» для мирного регулирования международных отношений и «Декларацию основных прав человека» в Уставе ООН, которые, прочем, не получили поддержки большинства. Несмотря на это, повторно внес проект декларации прав человека в ходе первой сессии Генеральной Ассамблеи Организации Объединенных Наций. В 1947 г. представил его вновь созданной Комиссии ООН по правам человека, в состав которой входил и сам. На основе этого документа в конечном итоге был сформулирован текст принятой в следующем году Всеобщей декларации прав человека. В 1946 г. он был первым подписавшим предложенный польско-американским юристом Рафаэлем Лемкиным проект будущей Резолюции № 96 Генеральной Ассамблеи ООН, которая легла в основу принятой через два года Конвенции о предупреждении преступления геноцида и наказании за него.
В 1946—1947 гг. — министр внешних связей Панамы.  Ушел в отставку в знак протеста против предлагаемого соглашения с США по Панамскому каналу.
С 1949 по 1953 гг. входил в состав Комиссии международного права ООН. В 1959 г. он преподавал в Гаагской академии международного права. В том же году, в возрасте 76 лет, он был избран судьей Международного суда в Гааге; с 1961 по 1964 гг. являлся вице-президентом суда.
В 1964 г. вышел в отставку по возрасту.
В 1948 г. был удостоен почетной докторской степени Университета Южной Калифорнии.
С 1954 г. был членом Института международного права, с 1966 г. являлся почетным членом Американского общества международного права.

## Избранные труды
- Жизнь генерала Томаса Эрреры. Барселона, 1909
- Карабобо: историческое повествование. Панама, 1921
- Права и обязанности государств. Сводный курс Гаагской академии международного права. Гаага, 1960